# Międzynarodowe Stowarzyszenie Gwarantów Depozytów
Międzynarodowe Stowarzyszenie Gwarantów Depozytów (International Association of Deposit Insurers – IADI) – niezależna organizacja skupiająca instytucje gwarantowania depozytów z całego świata. Zostało utworzone w 2002 r. przy Banku Rozrachunków Międzynarodowych w Bazylei (Szwajcaria).
IADI promuje współpracę międzynarodową w dziedzinie gwarantowania depozytów oraz wypracowuje międzynarodowe standardy służące poprawie efektywności funkcjonowania instytucji gwarantowania depozytów. Przyczynia się tym samym do wzmacniania stabilności systemów finansowych na świecie.
IADI jest organizacją non-profit, utworzoną zgodnie z prawem szwajcarskim. Początkiem IADI była Grupa Robocza ds. Ubezpieczeń Depozytów powołana przez Forum Stabilności Finansowej (FSF) w 2000 roku. Grupa robocza z kolei powstała w następstwie ustaleń grupy analitycznej ds. Ubezpieczeń Depozytów, które FSF utworzonego w 1999 roku. W 2009 roku IADI, wraz z Bazylejskim Komitetem ds. Nadzoru Bankowego, opracowało „Podstawowe Zasady Efektywnego Gwarantowania Depozytów” (ang. Core Principles for Effective Deposit Insurance Systems) – tzw. katalog podstawowych wskazówek dla instytucji gwarantujących depozyty i ich relacji z innymi podmiotami sieci bezpieczeństwa finansowego.
Podstawowym celem IADI jest przyczynianie się do stabilności systemów finansowych poprzez promowanie międzynarodowej współpracy w dziedzinie gwarantowania depozytów oraz rozwijanie kontaktów pomiędzy instytucjami gwarantującymi depozyty na świecie i innymi zainteresowanymi instytucjami, w tym instytucjami wchodzącymi w skład sieci bezpieczeństwa finansowego (financial safety net). IADI wypracowuje międzynarodowe standardy służące poprawie efektywności funkcjonowania systemów gwarantowania depozytów przy uwzględnieniu całokształtu zróżnicowania krajowych rozwiązań systemowych.